# Clodagh Rodgers
Pour les articles homonymes, voir Rodgers.
Clodagh Rodgers, née le 5 mars 1947 à Warrenpoint (comté de Down, Irlande du Nord) et morte le 18 avril 2025 à Cobham (Surrey, Angleterre), est une chanteuse et actrice britannique nord-irlandaise.
Elle est notamment connue pour avoir représenté le Royaume-Uni au Concours Eurovision de la chanson 1971 à Dublin avec la chanson Jack in the Box.